# アガサ・クリスティーの奥さまは名探偵
『アガサ・クリスティーの奥さまは名探偵』（アガサ・クリスティーのおくさまはめいたんてい、Mon petit doigt m'a dit...）は、2005年のフランスのミステリーコメディ映画。監督はパスカル・トマ、出演はカトリーヌ・フロとアンドレ・デュソリエなど。アガサ・クリスティの『トミーとタペンス』シリーズ『親指のうずき』を、現代（本作公開時）のフランスを舞台に翻案している。
好評を受けて『パディントン発4時50分』を原作とした続編『奥さまは名探偵 〜パディントン発4時50分〜』が製作された。また、本作の監督パスカル・トマは別に『ゼロ時間へ』を翻案した『ゼロ時間の謎』を製作している。

## ストーリー
フランスの片田舎で悠々自適な生活をしているベレスフォルド夫妻。
好奇心旺盛な妻プリュダンスを夫ベリゼールは少々もてあまし気味だが、夫婦仲はすこぶる良い。
ある日、夫妻は高級老人ホームにいるベリゼールの叔母アダの見舞いに行く。
そこでプリュダンスは不思議な老婦人ローズ・エバンジェリスタと出会う。
数週間後、叔母が亡くなり、夫妻が遺品の整理をしていたところ、プリュダンスは見覚えのある館を描いた絵を見つける。
その絵はローズが叔母に譲ったものであり、しかもローズが、これまで面会に来ることのなかった親戚に突然引き取られて老人ホームを後にしていたことを知ったプリュダンスは、
事件の予感「親指のうずき」を感じ、絵に描かれた館とローズを探そうと決心する。
館についての記憶を頼りにたどり着いた村で、プリュダンスは怪しげな人物たちに出会う。

## キャスト
※括弧内は日本語吹替
- プリュダンス・ベレスフォルド: カトリーヌ・フロ（高島雅羅）
- ベリゼール・ベレスフォルド: アンドレ・デュソリエ（小林修）
- ローズ・エバンジェリスタ: ジュヌヴィエーヴ・ビュジョルド（火野カチコ）
- アネット弁護士: ローラン・テルジェフ（フランス語版）
- ブレイ: ヴァレリー・カプリスキー（フランス語版）（竹村叔子）
- 将軍: ベルナール・ヴェルレー（フランス語版）
- ボスコヴァン夫人: アレクサンドラ・スチュワルト

## 作品の評価
アロシネによれば、フランスの19のメディアによる評価の平均点は5点満点中4点である。